# 朗弗洛格冰川
72°6′S 4°14′E / 72.100°S 4.233°E
朗弗洛格冰川，是南極洲的冰川，位於毛德皇后地的瑪塔公主海岸，處於穆利格-霍夫曼山脈地區，流經霍赫林山和朗弗洛格特崖，由挪威製圖師根據該國探險隊的測量和拍攝的空中照片繪入地圖，現時由南極條約體系管理。